# Srezojevci
Srezojevci (izvirno srbsko Срезојевци) je naselje v Srbiji, ki upravno spada pod Občino Gornji Milanovac; slednja pa je del Moraviškega upravnega okraja.

## Demografija
V naselju živi 368 polnoletnih prebivalcev, pri čemer je njihova povprečna starost 48,2 let (48,3 pri moških in 48,2 pri ženskah). Naselje ima 148 gospodinjstev, pri čemer je povprečno število članov na gospodinjstvo 2,86.
To naselje je, glede na rezultate popisa iz leta 2002, večinoma srbsko, a v času zadnjih treh popisov je opazno zmanjšanje števila prebivalcev.
|  |

| Demografija | Demografija     | Demografija     |
| Leto        | Št. prebivalcev | Št. prebivalcev |
| ----------- | --------------- | --------------- |
|             |                 |                 |
|             |                 |                 |
|             |                 |                 |
|             |                 |                 |
| 1948        | 788             |                 |
| 1953        | 829             |                 |
| 1961        | 840             |                 |
| 1971        | 781             |                 |
| 1981        | 692             |                 |
| 1991        | 578             | 573             |
| 2002        | 433             | 424             |
|             |                 |                 |

| Etnična sestava po popisu iz leta 2002 | Etnična sestava po popisu iz leta 2002 | Etnična sestava po popisu iz leta 2002 | Etnična sestava po popisu iz leta 2002 | Etnična sestava po popisu iz leta 2002 |
| -------------------------------------- | -------------------------------------- | -------------------------------------- | -------------------------------------- | -------------------------------------- |
| Srbi                                   | Srbi                                   |                                        | 418                                    | 98,58%                                 |
| Neznano                                | Neznano                                |                                        | 4                                      | 0,94%                                  |